# Isjji vetra...
Isjji vetra... (russisk: Ищи ветра…) er en sovjetisk spillefilm fra 1978 af Vladimir Ljubomudrov.

## Medvirkende
- Konstantin Grígorjev som Pavel
- Pavel Kadotjnikov som Sergej Sergejevitj
- Elena Proklova som Natasja
- Lev Prygunov som Viktor
- Aleksandr Porokhovsjjikov